# Перервинцы
Пере́рвинцы (укр. Перервинці) — село в Драбовском районе Черкасской области Украины.
Почтовый индекс — 19840. Телефонный код — 4738.

## Население
Население по переписи 2001 года составляло 874 человека.
Население по статистике на 01.01.2023 составляет 581 человек.

### Языковой состав
Родной язык населения по данным переписи 2001 года:
| Язык       | Численность, чел. | Доля     |
| ---------- | ----------------- | -------- |
| Украинский | 863               | 98,74 %  |
| Русский    | 10                | 1,14 %   |
| Другое     | 1                 | 0,12 %   |
| Итого      | 874               | 100,00 % |

## Известные уроженцы, жители
- Солопенко, Тимофей Иванович (1899—1944) — стрелок 433-го стрелкового полка 64-й стрелковой дивизии 50-й армии 2-го Белорусского фронта, красноармеец. Герой Советского Союза.
- Ивко Иван Иванович (1960-2023) — украинский художник, реставратор.
- Талан Евдокия Поликарповна (1918-2008) — украинский историк.

## Местный совет
19840, Черкасская обл., Драбовский р-н, с. Перервинцы, ул. Ленина, 23